# Discographie de Kendji Girac
Cet article traite de la discographie de Kendji Girac. La carrière discographique du chanteur français Kendji Girac comprend notamment six albums studio, un album en public, un EP et 19 singles.

## Albums

### Albums studio
| Titre             | Détails | Classement | Classement | Classement | Classement | Classement | Classement | Ventes                                | Certifications                                            |
| Titre             | Détails | . FRA      | .          | .          | .          | .          | . P-B      | Ventes                                | Certifications                                            |
| Titre             | Détails | . FRA      | FLA        | WAL        | Nat.       | ROM        | . P-B      | Ventes                                | Certifications                                            |
| ----------------- | --- | ---------- | ---------- | ---------- | ---------- | ---------- | ---------- | ------------------------------------- | --------------------------------------------------------- |
| Kendji            | - Date de sortie : 8 septembre 2014 - Label : ULM, Mercury - Formats : CD, vinyle, téléchargement, streaming   | 1          | 119        | 1          | 22         | 3          | 53         | - : 1 570 000                         | - France : 3 × Diamant - Belgique : Platine - Suisse : Or |
| Ensemble          | - Date de sortie : 30 octobre 2015 - Label : ULM, Mercury - Formats : CD, vinyle, téléchargement, streaming    | 1          | 88         | 1          | 1          | 1          | —          | - : 1 030 000                         | - France : 2 × Diamant - Belgique : Platine               |
| Amigo             | - Date de sortie : 31 août 2018 - Label : ULM, Mercury - Formats : CD, vinyle, téléchargement, streaming       | 1          | 69         | 1          | 7          | 1          | —          | - : 500 000                           | - France : Diamant - Belgique : Or                        |
| Mi vida           | - Date de sortie : 9 octobre 2020 - Label : Island Def Jam - Formats : CD, vinyle, téléchargement, streaming   | 2          | 83         | 1          | 5          | 1          | —          | - : 360 000                           | - France : 3 × Platine                                    |
| L'École de la vie | - Date de sortie : 11 novembre 2022 - Label : Island Def Jam - Formats : CD, vinyle, téléchargement, streaming | 1          | —          | 4          | 11         | —          | —          | - : 150 000                           | - France : Platine                                        |
| Vivre…            | - Date de sortie : 4 octobre 2024 - Label : Island Def Jam - Formats : CD, vinyle, téléchargement, streaming   | 4          |            |            |            |            |            | - : 100 000 (en cours d’exploitation) | - France : Platine                                        |

### Albumslive
| Titre             | Détails                                                                                   | Classement | Classement | Ventes     | Certifications |
| Titre             | Détails                                                                                   | FRA        | .          | Ventes     | Certifications |
| Titre             | Détails                                                                                   | FRA        | WAL        | Ventes     | Certifications |
| ----------------- | ----------------------------------------------------------------------------------------- | ---------- | ---------- | ---------- | -------------- |
| Ensemble, le live | - Date de sortie : 17 mars 2017 - Label : ULM, Mercury - Format : CD, DVD, téléchargement | 8          | 5          | - : 50 000 | - France : Or  |

## EP
| Titre        | Détails                                                                     | Classement |
| Titre        | Détails                                                                     | FRA        |
| ------------ | --------------------------------------------------------------------------- | ---------- |
| Kendji Girac | - Date de sortie : 14 juin 2014 - Label : Mercury - Format : Téléchargement | 44         |

## Singles
| Année | Titre                                                 | Meilleur classement  | Meilleur classement  | Meilleur classement    | Meilleur classement  | Meilleur classement  | Meilleur classement   | Certifications | Album                                                         |
| Année | Titre                                                 | Drapeau de la France | Drapeau de la France | Drapeau de la Belgique | Drapeau de la Suisse | Drapeau de la Suisse | Drapeau de la Pologne | Certifications | Album                                                         |
| Année | Titre                                                 | Ventes               | Stream               | Wal.                   | Nat.                 | Rom.                 | POL                   | Certifications | Album                                                         |
| ----- | ----------------------------------------------------- | -------------------- | -------------------- | ---------------------- | -------------------- | -------------------- | --------------------- | -------------- | ------------------------------------------------------------- |
| 2014  | Color Gitano                                          | 11                   |                      | 12                     | —                    | 18                   | —                     |                | Kendji                                                        |
| 2014  | Andalouse                                             | 3                    |                      | 3                      | 56                   | 9                    | 10                    | - : Or - : Or  | Kendji                                                        |
| 2014  | Elle m'a aimé                                         | 22                   |                      | —                      | —                    | —                    | —                     |                | Kendji                                                        |
| 2015  | Conmigo                                               | 7                    |                      | 6                      | —                    | —                    | —                     | - : Or         | Kendji                                                        |
| 2015  | Cool                                                  | 20                   |                      | 17                     | —                    | —                    | —                     |                | Kendji                                                        |
| 2015  | One Last Time (Attends-moi) (featuring Ariana Grande) | 11                   |                      | 10                     | —                    | —                    | —                     |                | Kendji (réédition)                                            |
| 2015  | Me quemo                                              | 7                    |                      | 4                      | —                    | 11                   | —                     | - : Or         | Ensemble                                                      |
| 2015  | Les Yeux de la mama                                   | 5                    |                      | 8                      | —                    | 14                   | —                     | - : Platine    | Ensemble                                                      |
| 2016  | No me mires más (featuring Soprano)                   | 7                    |                      | 11                     | 31                   | 7                    | —                     | - : Diamant    | Ensemble                                                      |
| 2016  | Tú y yo                                               | 134                  |                      | —                      | —                    | —                    | —                     |                | Ensemble                                                      |
| 2016  | Sonrisa                                               | 25                   |                      | 42                     | —                    | —                    | —                     | - : Or         | Ensemble (réédition)                                          |
| 2016  | Ma câlina                                             | 40                   |                      | 15                     | —                    | —                    | —                     | - : Or         | Ensemble (réédition)                                          |
| 2018  | Maria Maria                                           | 8                    | 74                   | 19                     | —                    | —                    | —                     | - : Or         | Amigo                                                         |
| 2018  | Pour oublier                                          | 7                    | 27                   | 3                      | —                    | 14                   | —                     | - : Platine    | Amigo                                                         |
| 2018  | Tiago                                                 | 12                   | 32                   | 5                      | —                    | —                    | —                     | - : Diamant    | Amigo                                                         |
| 2019  | Que Dieu me pardonne (avec Claudio Capéo)             | 16                   | 133                  | 31                     | —                    | —                    | —                     | - : Or         | Amigo                                                         |
| 2019  | Tu vas manquer                                        | 111                  | —                    | —                      | —                    | —                    | —                     |                | Amigo                                                         |
| 2020  | Habibi                                                | 1                    | 109                  | —                      | —                    | 1                    | —                     | - : Or         | Mi vida                                                       |
| 2020  | Dernier Métro (featuring Gims)                        | 11                   | 79                   | 13                     | —                    | 6                    | —                     | - : Or         | Mi vida                                                       |
| 2020  | Évidemment                                            | 87                   | 69                   | 13                     | —                    | —                    | —                     | - : Platine    | Mi vida                                                       |
| 2021  | Bebeto (featuring Soolking)                           | 175                  | 33                   | 10                     | —                    | —                    | —                     | - : Platine    | Mi vida                                                       |
| 2021  | Dans mes bras (featuring Dadju)                       | 39                   | 43                   | 22                     | —                    | —                    | —                     | - : Diamant    | Mi vida                                                       |
| 2021  | Conquistador                                          | 100                  | —                    | —                      | —                    | —                    | —                     | - : Or         | Mi vida                                                       |
| 2022  | Eva                                                   |                      | 104                  | 14                     | —                    | —                    | —                     | - : Or         | L'École de la vie                                             |
| 2022  | Desperado                                             |                      | —                    | —                      | —                    | —                    | —                     |                | L'École de la vie                                             |
| 2022  | L'École de la vie                                     |                      | —                    | —                      | —                    | —                    | —                     |                | L'École de la vie                                             |
| 2023  | Le Feu (avec Vianney)                                 |                      | —                    | —                      | —                    | —                    | —                     | - : Platine    | L'École de la vie                                             |
| 2023  | Je suis fou (avec Vianney & Soprano)                  |                      | —                    | —                      | —                    | —                    | —                     | - : Platine    | À 2 ou 3                                                      |
| 2024  | Si seulement...                                       |                      | —                    | —                      | —                    | —                    | —                     | - : Or         | Vivre...                                                      |
| 2025  | J’ai changé                                           |                      | —                    | —                      | —                    | —                    | —                     |                | Vivre...                                                      |
| 2025  | Je Vis Pour Elle (featuring Andrea Bocelli)           |                      | —                    | —                      | —                    | —                    | —                     |                | Duets - 30th Anniversary’ The definitive collection of ‘Duets |

### Autres chansons classées
| Année | Titre                       | Classement | Album                |
| Année | Titre                       | .          | Album                |
| ----- | --------------------------- | ---------- | -------------------- |
| 2014  | Je m'abandonne              | 25         | Kendji               |
| 2014  | Mi amor                     | 118        | Kendji               |
| 2014  | Avec toi                    | 179        | Kendji               |
| 2014  | Baïla amigo                 | 187        | Kendji               |
| 2014  | Mon univers                 | 192        | Kendji               |
| 2015  | Les Richesses du cœur       | 57         | Kendji (réédition)   |
| 2015  | Besame                      | 19         | Ensemble             |
| 2015  | Ma solitude                 | 31         | Ensemble             |
| 2015  | C'est trop                  | 13         | Ensemble             |
| 2016  | Elle a tout                 | 80         | Ensemble (réédition) |
| 2016  | Jamais à genoux             | 84         | Ensemble (réédition) |
| 2018  | Si je pars                  | 140        | Amigo                |
| 2023  | Encore (avec Florent Pagny) | 5          | L'École de le vie    |

### Reprises
| Année | Titre                       | Classement | Album                             |
| Année | Titre                       | .          | Album                             |
| ----- | --------------------------- | ---------- | --------------------------------- |
| 2014  | Amor de mis amores / Volare | 94         | Kendji                            |
| 2014  | Bella                       | 96         | Kendji                            |
| 2014  | La Bohème                   | 61         | Aznavour, sa jeunesse             |
| 2014  | Belle nuit                  | —          | We Love Disney 2                  |
| 2017  | L'Envie                     | 53         | On a tous quelque chose de Johnny |
| 2018  | Petit papa Noël             | 89         | —                                 |

## DVD musical
| Année | Titre             | Certifications |
| ----- | ----------------- | -------------- |
| 2017  | Ensemble, le live | - France: Or   |